# 5957 Irina
5957 Irina (1988 JN) là một tiểu hành tinh nằm phía ngoài của vành đai chính được phát hiện ngày 11 tháng 5 năm 1988 bởi Shoemaker, C. S. ở Palomar.